# Alexandra Rotan
Alexandra Rotan, född 29 juni 1996 i Råholt utanför Eidsvoll, är en norsk sångerska. Hon deltog i Melodi Grand Prix Junior 2010 med låten "Det vi vil" där hon kom till superfinalen. 2016 deltog Rotan i norska Idol där hon tog sig till semifinal.
Rotan deltog i Melodi Grand Prix 2018 tillsammans med Stella Mwangi med låten "You Got Me" som slutade på en tredjeplats. 2019 stod det klart att Rotan skulle representera Norge som en del av gruppen Keiino i Eurovision Song Contest 2019 i Tel Aviv med låten "Spirit in the Sky". I finalen slutade låten på en sjätteplats med 331 poäng. 
Rotan har även körat bakom Alan Walker under hans Europa-turné 2017.